# Julius K. Mayr
Julius Karl Mayr (* 21. August 1888 in Ansbach; † 3. November 1965 in München) war ein deutscher Dermatologe und Hochschullehrer.

## Leben
Julius K. Mayr, dessen Vater Regierungsdirektor war, studierte nach dem Ende seiner Schulzeit von 1907 bis 1912 Medizin an den Universitäten München und Berlin. Während des Wintersemesters 1907/08 wurde er Mitglied der Landsmannschaft Hannovera auf dem Wels. Er wurde 1914 in München zum Dr. med. promoviert. Ab 1914 war er in München als Assistenzarzt zunächst am Krankenhaus links der Isar sowie der III. Universitätsklinik tätig. Ab 1922 war er Oberarzt an der Münchner Universitätshautklinik, wo 1923 seine Habilitation für Dermatologie und Geschlechtskrankheiten folgte und er hernach als Privatdozent sowie ab 1927 als außerordentlicher Professor wirkte.
Vertretungsweise übernahm Mayr 1933/34 das Direktorat der Freiburger Universitätshautklinik und wurde 1934 auf den Lehrstuhl für Dermatologie der Universität Münster berufen, wo er als Direktor der dortigen Universitätshautklinik vorstand. Mayr, der bis 1932 der BVP angehörte, trat zum 1. Mai 1933 der NSDAP bei (Mitgliedsnummer 1.928.148). 1933/34 war er außerdem Mitglied der SA. Eine Führungsposition übernahm er im Nationalsozialistischen Deutschen Dozentenbund, für den er bis 1937 als Gaudozentenführer von Westfalen-Nord tätig war. Er wechselte 1937 auf den Lehrstuhl für Dermatologie an die Universität München, wo er bis 1946 ebenfalls in Personalunion die Universitätshautklinik leitete.
Nach seiner Entlassung aus dem Hochschulamt war er in München als niedergelassener Facharzt für Haut- und Geschlechtskrankheiten tätig.

## Veröffentlichungen (Auswahl)
- Hautkrankheiten als Indikationsgebiet. In: Reichsärztekammer (Hrsg.): Richtlinien für Schwangerschaftsunterbrechung und Unfruchtbarmachung aus gesundheitlichen Gründen. Bearbeitet von Hans Stadler. J. F. Lehmanns Verlag, München 1936, S. 162–169.